# 中川芳雄
中川 芳雄（なかがわ よしお、1913年6月17日 - 1987年7月23日）は、日本の国文学者。静岡女子大学（現：静岡県立大学）名誉教授。勲等は勲三等。
静岡女子短期大学教授、静岡女子大学文学部教授、静岡女子大学文学部長、常葉学園短期大学教授、常葉学園大学教育学部教授などを歴任した。

## 概要

### 生い立ち
1913年、新潟県生まれ。旧制新潟県立十日町中学校を経て國學院大學高等師範部第一部を卒業した。川治尋常高等小学校の代用教員を振り出しに、教育者としての道を歩む。応召を挟み、六日町高等女学校や新潟県立十日町中学校の教諭を務めた。その後、京都帝国大学文学部国語学国文学専攻にて学ぶ。しかし、再度の応召、さらには太平洋戦争終結後にシベリアに抑留されるなど、苦労を重ねる。

### 戦後
復員後は兵庫県立尼崎高等学校にて助教諭や教諭を務めつつ、京都大学文学部国語学国文学専攻を卒業した。卒業後は同大学大学院に進み、奈良女子大学文学部附属高等学校教諭を務めた。
大学院退学後、静岡女子短期大学にて助教授や教授を務めたのち、静岡女子大学教授に就任する。文学部長などを経て停年退職し、名誉教授の称号を授与された。のちに同大学は静岡薬科大学や静岡短期大学と統合し静岡県立大学に移行したため、静岡県立大学の名誉教授号を取得した。静岡女子大学退職後は、学校法人常葉学園傘下の教育機関にて教鞭を執った。常葉学園短期大学や常葉学園大学の教育学部にて教授を務めた。同大学を停年退職後、胃癌により静岡赤十字病院にて死去した。
なお、中川の長男も常葉学園大学教育学部教授を務める。

## 研究
専門は国語学であり、その生涯を通じて論文などの著作を多数発表している。言語学にまつわる研究だけでなく、地方に残された史料などに関する研究も知られており、『駿河大社浅間記（乙本）』を新発見したとされている。これらの業績が評価され、1964年には第3回静岡県文化奨励賞を受賞している。また、1986年には勲三等瑞宝章を受章している。

## 略歴
- 1913年 - 新潟県にて誕生。
- 1931年 - 新潟県立十日町中学校卒業
- 1936年
  - 國學院大學高等師範部第一部卒業
  - 川治尋常高等小学校代用教員
  - 川治尋常高等小学校訓導。
- 1937年 - 六日町高等女学校教諭
- 1939年 - 高田歩兵第三十聯隊入隊
- 1940年 - 召集解除
- 1941年 - 新潟県立十日町中学校教諭
- 1944年 - 京都帝国大学文学部入学。
- 1945年
  - 朝鮮会寧歩兵部隊入隊。
  - ソビエト連邦抑留。
- 1949年 - 復員
- 1950年
  - 兵庫県立尼崎高等学校助教諭
  - 兵庫県立尼崎高等学校教諭
- 1952年
  - 京都大学文学部卒業
  - 京都大学大学院入学。
- 1954年 - 奈良女子大学文学部附属高等学校教諭
- 1958年
  - 静岡女子短期大学助教授
  - 京都大学大学院退学。
- 1963年 - 静岡女子短期大学教授
- 1967年 - 静岡女子大学文学部教授
- 1979年
  - 静岡女子大学退官。
  - 静岡女子大学名誉教授
  - 常葉学園短期大学教授
- 1980年 - 常葉学園大学教育学部教授
- 1984年 - 常葉学園大学退職。
- 1987年 - 静岡県にて死去

## 賞歴
- 1964年 - 静岡県文化奨励賞

## 栄典
- 1986年 - 勲三等瑞宝章

## 著作

### 編著
- 松平定常原著、中川芳雄編著『駿河めぐり――影印解説』1976年

### 解説
- 中川芳雄校『浅間記（甲本）・駿河大社浅間記（乙本）翻刻』静岡女子短期大学国文研究室 1963年
- 中川芳雄翻刻・解説『天正九年写作意不審歌抄』静岡女子短期大学国文研究室 1964年
- 松平定常著、中川芳雄翻刻・解説『駿河めぐり――中川本――自寛政八年十月七日至寛政九年八月十日――松平縫殿守定常管内巡見日記』1965年
- 阿部正信著、中川芳雄・安本博・若尾俊平校注・解説・編集『駿国雑志』吉見書店 1976-1977年
- 中川芳雄解題『伊曾保物語――古活字版』勉誠社 1976年
- 中川芳雄解説『古活字本伊曽保物語――国立国会図書館所蔵本影印』勉誠社、1994年。ISBN 4585000135